# 常丰镇
常丰镇，是中华人民共和国陕西省宝鸡市麟游县下辖的一个乡镇级行政单位。

## 行政区划
常丰镇下辖以下地区：
常丰村、常乐村、苏家村、官庄村、朱家塬村、郝口村、武申村、庙湾村、石村和佛堂寺村。